# Февральская стачка

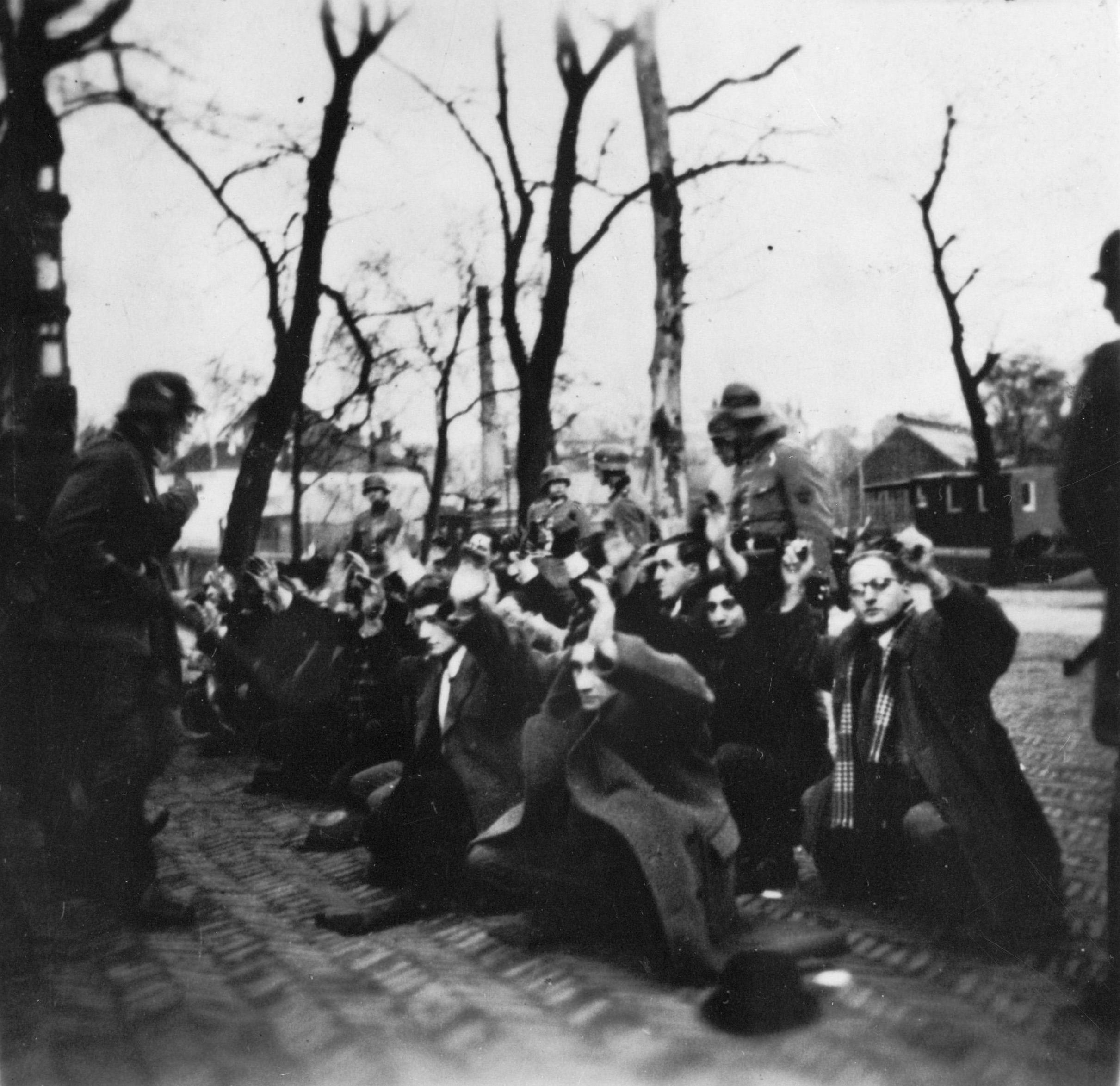
Задержание голландских евреев нацистами, февраль 1941 года

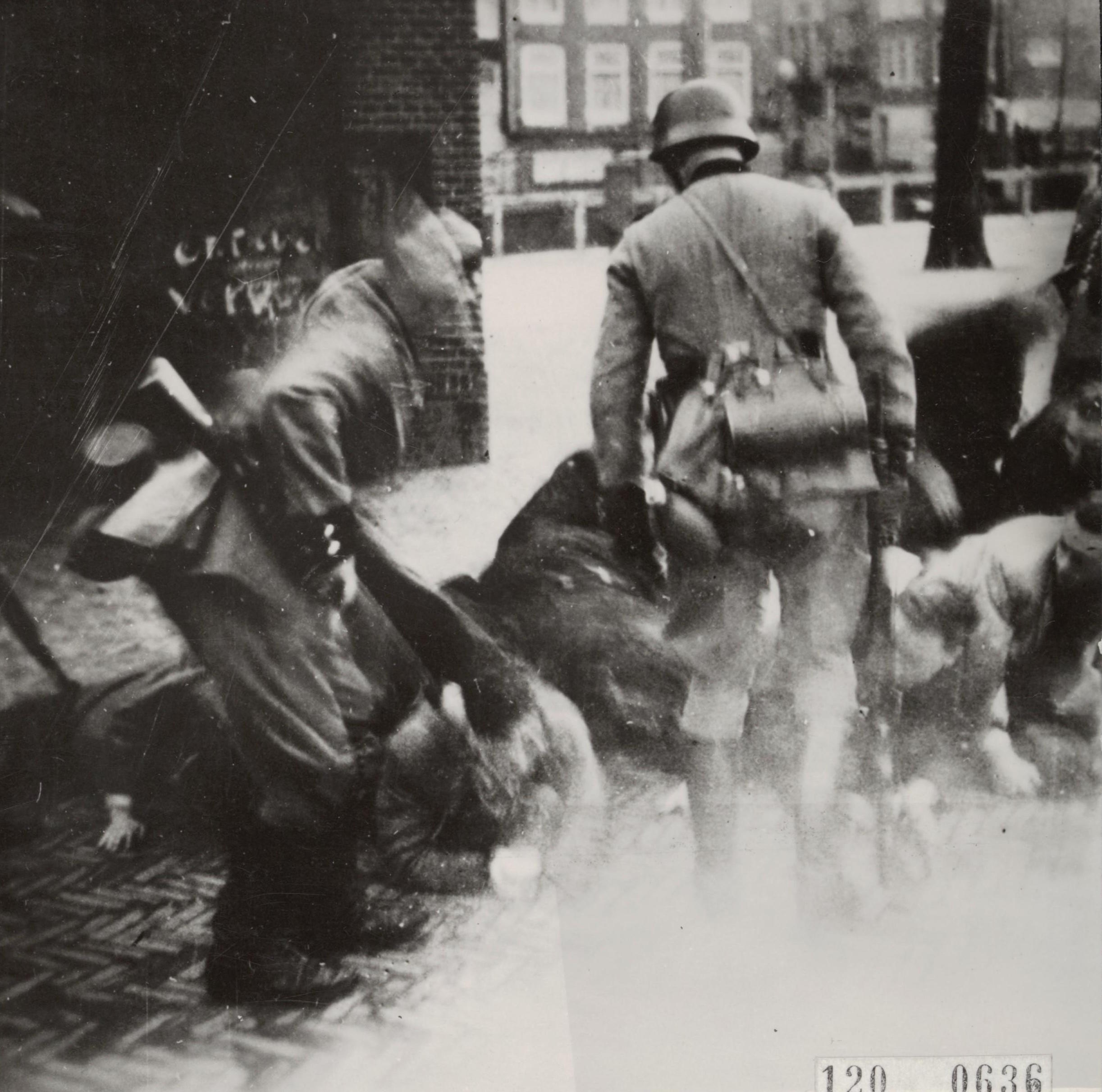
Облава немецких солдат на амстердамской площади Йонаса Даниэля Мейерплейна

Февральская стачка 1941 года (нидерл. Februaristaking) — всеобщая забастовка рабочих и служащих (от портовиков и водителей трамваев до учителей, работников банков и продавцов) в Нидерландах, оккупированных нацистской Германией, во время Второй мировой войны. Была организована подпольной Коммунистической партией Нидерландов совместно с профсоюзами в защиту преследуемых голландских евреев и против антиеврейских мер, равно как и против политики нацистов в целом.
Непосредственным поводом к рабочему протесту были серия облав, погромов, арестов и захватов мирных жителей в качестве заложников, произведенных немцами в Йоденбюрте — еврейском районе Амстердама. Стачка началась по призыву коммунистов и профсоюзов 25 февраля 1941 года и быстро охватила почти все города Голландии; 26 февраля к ней присоединились 300 тысяч человек. Забастовка была жестко подавлена немцами через три дня.
Февральская забастовка 1941 года считается не только первым публичным протестом против нацистов в оккупированной Европе, но и беспрецедентным случаем сопротивления — единственным массовым протестом против депортации евреев, организованным неевреями.

## Контекст
Нидерланды капитулировали перед гитлеровской Германией в мае 1940 года, а первые антиеврейские меры были введены по распоряжению рейхскомиссара Зейсс-Инкварта уже в следующем месяце. Кульминацией этих процессов стало то, что в ноябре 1940 года служащие еврейского происхождения были отстранены от государственной и бюджетной сферы, включая университеты, что привело к студенческим протестам в Лейдене, Дельфте и других местах.
В то же время в Амстердаме, особенно на верфях, усилились волнения среди рабочих которым угрожали принудительным трудом в Германии. По рабочему классу страны ударила безработица (в июле 1940 года в Амстердаме безработных насчитывалось 60 тысяч, как в разгар «Великой депрессии») и рост цен на основные продукты питания на 36 %. При этом на безработных распространяли систему принудительного труда, а с осени 1940 года при содействии Амстердамской биржи труда начались первые депортации трудящихся, преимущественно квалифицированных рабочих (металлистов и кораблестроителей), в Третий Рейх.

## Причины
С начала 1941 года еврейское население Нидерландов подлежало принудительной регистрации. По мере нарастания напряженности голландское прогерманское Национал-социалистическое движение и его уличное парамилитарное крыло WA устроили ряд провокаций в еврейских кварталах Амстердама, приведших к уличным схваткам с еврейскими группами самообороны и пришедшими тем на помощь неевреями, в самой масштабной из которых 11 февраля 1941 года был смертельно ранен один из ультраправых боевиков.
12 февраля 1941 года немецкие оккупанты при поддержке голландской полиции окружили старый еврейский квартал и оцепили его от остальной части города, установив колючую проволоку, подняв мосты и установив полицейские контрольно-пропускные пункты. Этот район был теперь изолирован, и амстердамцам-неевреям было запрещено туда наведываться. Таким образом, район был фактически превращён в гетто.
На этом фоне 15 февраля 1941 года состоялась антинацистская манифестация, а 17-18 февраля 2 тысячи рабочих предприятий кораблестроения провели забастовку солидарности со 128 своими товарищами, принудительно отправляемыми на работу в Германию. Гитлеровцы были вынуждены пойти на уступки и до начала 1942 года отказаться от отправки рабочих, ограничившись лишь безработными. Забастовка одержала важную победу, воодушевившую антифашистские силы.
Когда 19 февраля немецкая охранная («зелёная») полиция ворвалась в кафе-мороженое в Ван-Вустраате, нападению оказали сопротивление и в ходе развязавшейся драки несколько полицейских были ранены. Месть за этот и другие бои наступила на выходных 22-23 февраля, когда немцы предприняли крупномасштабный погром. 425 молодых евреев в возрасте от 20 до 35 лет были взяты в заложники и заключены в лагерь Камп-Шурле, а затем отправлены в концентрационные лагеря Бухенвальд и Маутхаузен, где большинство из них умерли на протяжении первого года; из этих 425 узников к концу войны выжили только двое.

## Забастовка

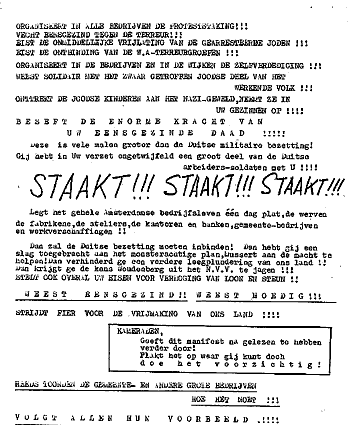
Листовка с объявлением забастовки

После этих облав 24 февраля четыре сотни жителей города собрались под открытым небом на Нордермаркте. Двое коммунистов — дорожный рабочий Виллем Йоханнес Краан и уборщик улиц Пит Нак (переживший войну и ставший иллюзионистом и антивоенным активистом) — призвали к стихийной забастовке в знак протеста против погромов, депортаций евреев и угона рабочих на принудительный труд в Германии. Коммунистическая партия Нидерландов, объявленная немцами вне закона, распечатала множество листовок, призывавших на следующее утро начать по всему городу всеобщую забастовку.
Манифест к забастовке, написанный будущим председателем КПН Саулом де Гротом и дополненный Лу Янсеном, призывал не допустить «чудовищный план» оккупантов привести к власти марионеточное правительство лидера голландских нацистов Мюссерта. Ключевые лозунги гласили: «Организуйте на всех предприятиях забастовку протеста! Боритесь единодушно против террора! Организуйте самооборону по предприятиям и кварталам!».
Хотя основным организатором протеста выступили члены компартии, в нём активно участвовали и другие левые и профсоюзные активисты — например, коммунисты рабочих советов и троцкисты из бывшей Революционной социалистической партии, сформировавшие подпольный Фронт Маркса-Ленина-Люксембург. Во время облав на евреев ФМЛЛ выступил с воззванием: «Когда мужчины и женщины из рабочих кварталов стекаются в еврейский квартал Амстердама…, когда они поднимаются на борьбу против наемных бандитов из голландского национал-социалистического движения, то мы являемся свидетелями великолепного проявления стихийной солидарности… На каждый акт насилия со стороны национал-социализма отвечайте возмущением и стачками протеста на предприятиях. Выходите из фабрик, бросайте свои рабочие места и в массовом порядке присоединяйтесь к вашим товарищам по классу в борьбе, разворачивающейся в кварталах, которые оказываются под угрозой».
Первыми забастовали городские трамвайщики, за которыми последовали другие муниципальные службы, а также школы и сотрудники нескольких компаний, например, De Bijenkorf. Важную роль играли докеры, десятилетиями чрезвычайно активные в рабочем движении. Вспыхивали демонстрации под девизом: «Долой погромы против евреев!». В итоге к забастовке присоединились 300 тысяч человек, в результате чего большая часть города была парализована, что застало немцев врасплох.
Несмотря на то, что оккупанты немедленно предприняли меры по подавлению забастовки, она всё равно перебросилась на другие города, включая Занстад и Кеннемерланд на западе, Бюссюм, Хилверсюм и Утрехт на востоке и юге. Так, в Хилверсюме Геррит Меербик поднял на стачку крупнейшее предприятие города — местный радиозавод с 4000 сотрудников; в шествии на следующий участвовало около 10 тысяч бастующих. Коммунистическая группа Сопротивления «Искра» предприняла попытку распространить забастовку на Гаагу и раздала агитацию с призывом к ней на тамошнем трамвайном депо забастовке, но его сотрудники не были готовы бастовать.

## Подавление стачки

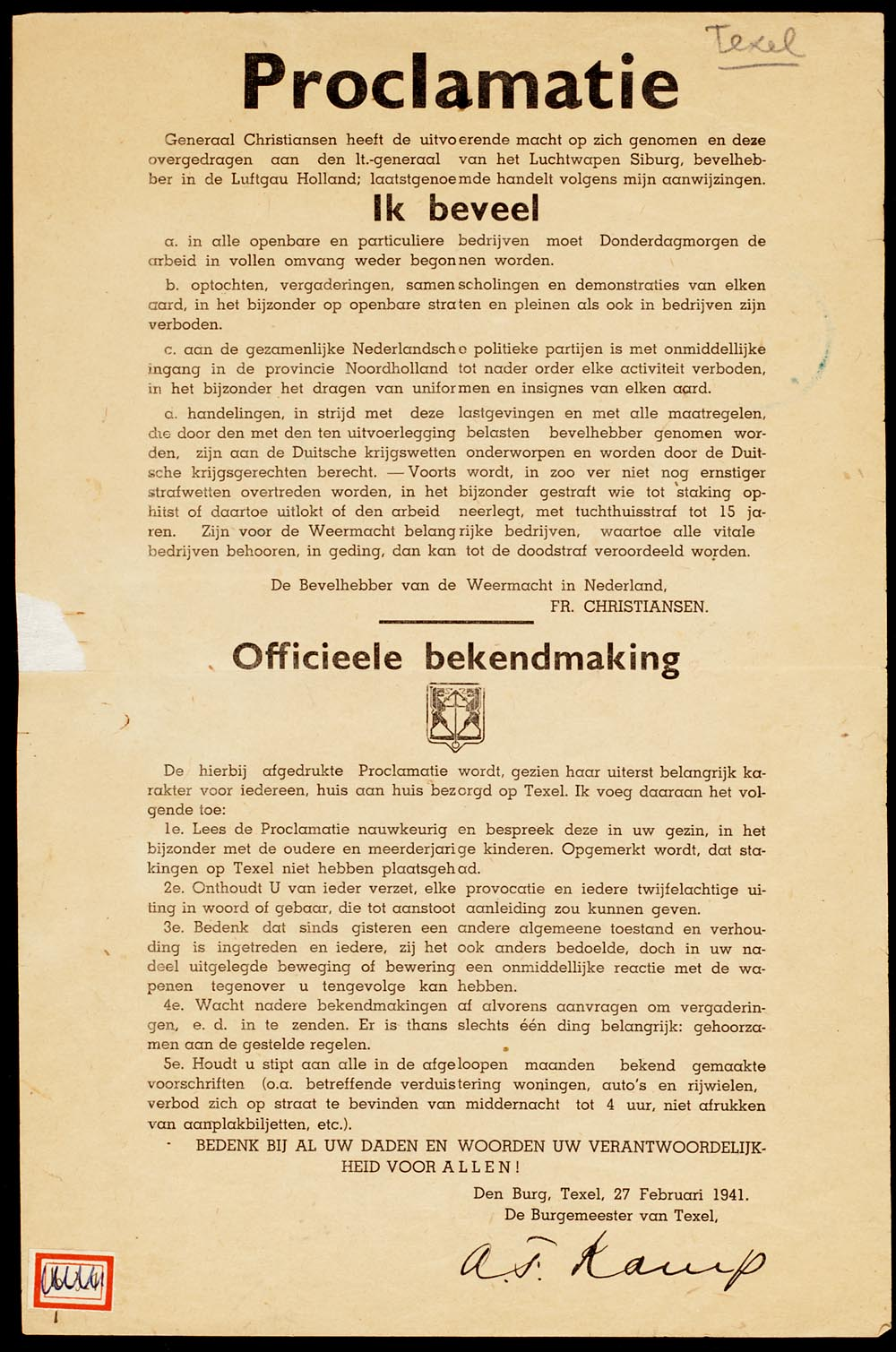
Прокламация Христиансена с запретом забастовки

В ответ на стихийное распространение забастовки по стране гитлеровцы объявили на севере Нидерландов военное положение (продлившееся до 8 марта 1941 года), а главнокомандующий немецкими оккупационными войсками генерал Фридрих Христиансен приказал ввести в города батальоны СС и расстреливать бастующих. В итоге, к 27 февраля стачка в основном была подавлена гитлеровской полицией. 9 человек были убиты и 24 ранены во время разгона протестующих. Сотни человек были арестованы, четверых из них приговорили к смертной казни, остальных отправили в концлагеря. На несколько голландских городов наложили крупные денежные штрафы: Амстердам должен был заплатить 15 миллионов гульденов, Зандам — полмиллиона, Хилверсюм — 2,5 миллиона. Предприниматели получили приказ не платить рабочим за дни забастовки.
Компартия планировала забастовку на 6 марта, но массовые облавы гитлеровцев накануне сорвали эти планы. Схваченный 5 марта и казнённый на следующий день коммунист еврейского происхождения Лендерт Схейвесюрдер стал первым нидерландским подданным, расстрелянным немцами. 13 марта оккупанты арестовали ещё 18 бастующих и членов Движения Сопротивления — троих коммунистов и подпольную группу «гёзов» («De Geuzen»), — которых затем расстреляли (за исключением несовершеннолетнего Билла Минко). Их памяти посвящено стихотворение Яна Камперта «Песня о восемнадцати смертниках» (на русский его перевёл Иосиф Бродский). Местный юденрат, образованный 13 февраля 1941 года по требованию немецких властей, передал протест против гибели молодых людей через Швецию, которая потребовала от Германии разрешения на инспекцию условий содержания заключённых в концлагере Маутхаузен. Ещё 22 коммуниста, участвовавших в организации забастовки, отправили в немецкие лагеря и тюрьмы, где двое из них погибли. В апреле 1942 года были захвачены гестаповцами и казнены семь руководителей также причастного к стачке Фронта Маркса-Ленина-Люксембург, включая Хенка Сневлита.
Когда стачка была подавлена, нацисты усилили антисемитские гонения. С лета 1942 года аресты евреев стали все более активными, и к концу войны из 140 тысяч членов еврейской общины в живых остались выжили лишь 27 тысяч, которым посчастливилось укрыться благодаря помощи других голландцев и подполья (Нидерланды занимают второе после Польши место по общему числу Праведников мира).

## Значение стачки
Хотя забастовка и не увенчалась успехом, но её важность не стоит недооценивать, поскольку она явилась первым (и единственным) примером масштабного прямого действия против обращения нацистов с европейскими евреями.
Следующими антинацистскими стачками в Голландии станут студенческие забастовки в ноябре 1941 года, а затем крупные забастовки апреля и мая 1943 года, начавшие период вооружённого сопротивления в общенациональном масштабе.
Первую подобную забастовку в остальной оккупированной нацистами Европе — бельгийскую «стачку ста тысяч» в мае 1941 года — также организовали коммунисты. Следом за ними бастовали шахтёры на севере Франции в мае-июне 1941 года, норвежцы в сентябре 1941 года, греки в апреле 1942 года, люксембуржцы в августе 1942 года, датчане с лета 1943 года. В этом списке лишь февральская забастовка в Амстердаме была непосредственно направлена против того, как немцы обращались с евреями.

## Историография
В 1954 году была опубликована книга историка Бена Сийеса De februaristaking («Февральская забастовка»). Долгое время предполагалось, что от забастовки не сохранилось отснятых материалов, пока в 2016 году не была обнаружена первая фотография толпы бастующих в Амстердаме, а в 2017 году журнал Vrij Nederland (основанный в годы войны как левая газета антифашистского подполья) опубликовал четыре фотографии со стачки в Зандаме, найденные в семейном альбоме.

## Память

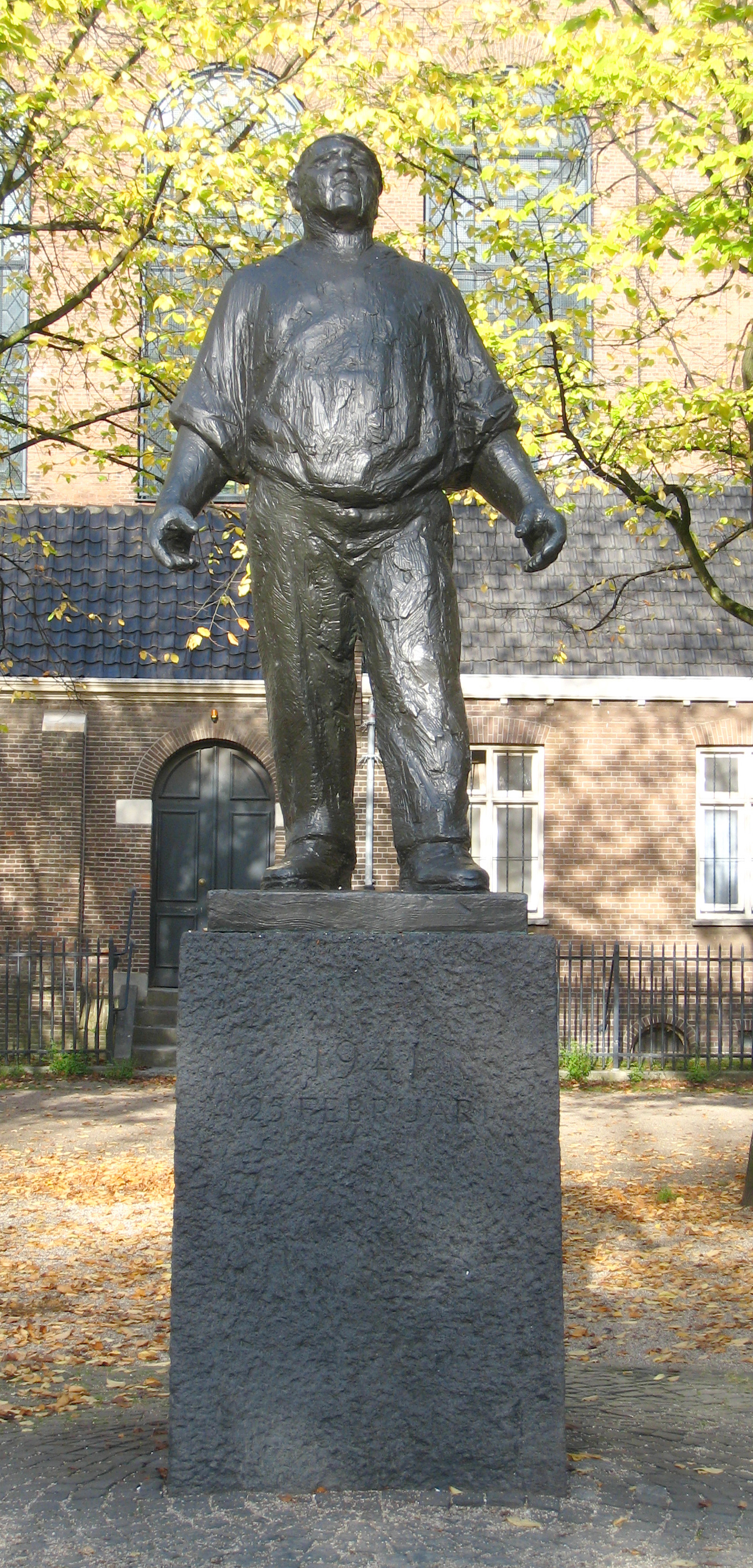
Памятник докеру в Амстердаме

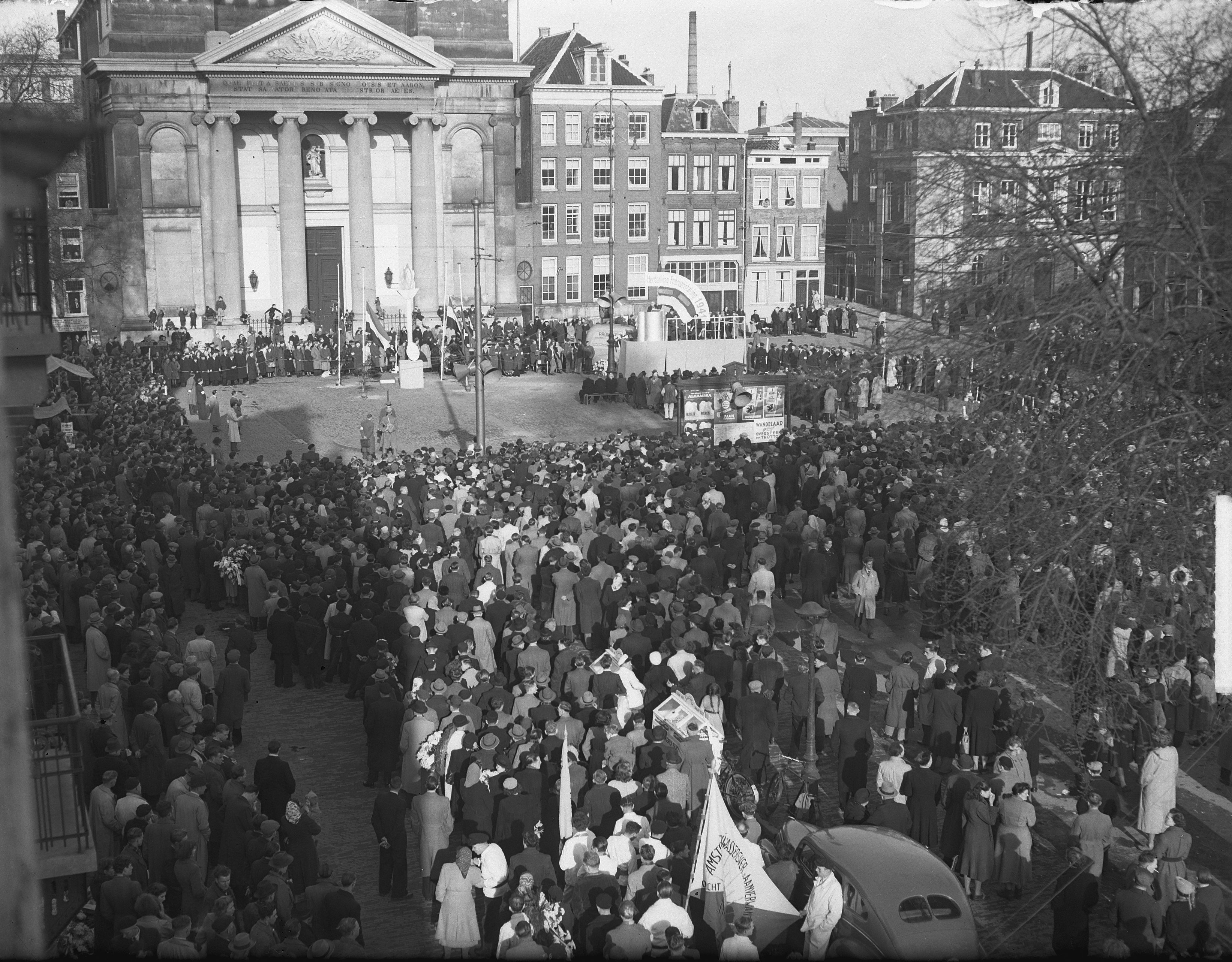
Митинг в память о Февральской стачке, 1950 год

Каждый год 25 февраля в Амстердаме проводится посвящённый Февральской забастовке марш, проходящий мимо монументального памятника докеру, созданного в память о бастующих. Эта открытая в декабре 1952 года бронзовая статуя была изготовлена в 1951 году голландским скульптором Мари Андриссеном и символизирует сопротивление «маленького человека». В церемонии принимают участие все политические партии, а также профсоюзы, муниципальные органы и объединения переживших Холокост.
Хотя Компартия играла ключевую роль в организации забастовки, трое коммунистических организаторов были расстреляны, а 22 — отправлены в немецкие тюрьмы, во время холодной войны коммунисты не приветствовались на этой церемонии и были вынуждены проводить свои памятные мероприятия отдельно от других политических сил, а голландские официальные лица на протяжении многих лет публично отрицали вклад коммунистов в этот акт Сопротивления. Только в 1968 году оба поминовения были объединены по инициативе коммуниста Харри Верхея и социал-демократа Эда ван Тейна. Ежегодные поминальные церемонии производятся 26 февраля также в Зандаме (рядом с памятником забастовке, который в 2001 году создала Трус Менгер-Оверстеген) и в Хилверсюме в старой ратуше (начиная с 2014 года, по инициативе Союза антифашистов AFVN).